# Suzuki MotoGP
Het Suzuki MotoGP team is het officiële fabrieksteam van Suzuki in het wereldkampioenschap wegrace. Het team opereerde onder de naam Rizla Suzuki MotoGP. Het team nam tot en met het seizoen 2011 deel aan de MotoGP-klasse en keert in seizoen 2015 terug in de MotoGP met Maverick Viñales en Aleix Espargaro als coureurs. Het team kreeg een nieuwe sponsor en kreeg de naam Team Suzuki Ecstar MotoGP.